# 阿斯纳尔科利亚尔
阿斯纳尔科利亚尔，是西班牙安达卢西亚自治区塞维利亚省的一个市镇。 总面积199平方公里，总人口5809人（2001年），人口密度29人/平方公里。